# Pavličevo sedlo
Pavličevo sedlo (slo. Pavličevo sedlo; njem. Paulitschsattel) ili samo Pavlič (njem. Paulitch) (1338 m/nm) je planinski prijevoj koji povezuje slovensku općinu Solčava u povijesnoj regiji Donja Štajerska s austrijskom državom Koruškom.
Autocesta Seeberg (B 82) prolazi s austrijske strane kroz slikovito selo Bad Eisenkappel (slo. Železna Kapla) do graničnog prijelaza Jezerski vrh. Devet kilometara nakon Bad Eisenkappela, cesta za Paulitschsattel skreće s B 82. Nakon kratkog spusta slijedi vrlo strmih 6 km uspona, a zatim 1 km valovite ceste do prijevoja i graničnog prijelaza. Na slovenskoj strani uspon počinje na početku slikovite Logarske doline, a dug je 7 km.

## Vanjske poveznice
|  | Zajednički poslužitelj ima još gradiva o temi Pavličevo sedlo |